# Томашевич, Деян
Деян Томашевич (серб. Dejan Tomašević, Дејан Томашевић; родился 6 мая 1973) ― сербский профессиональный баскетболист и функционер, игравший на позиции центрового.
Играл в составе: «Борац» (Чачак), «Црвена звезда», «Партизан», «Будучност», «Валенсия», «Панатинаикос», ПАОК.

## Профессиональная карьера
Томашевич начал свою карьеру в клубе Борац Чачак, был переведён в 1991 году в Црвена звезда, где он пробыл в течение 4 лет, выиграв 2 чемпионата Югославский лиги. Следующей его командой был клуб Партизан (1995-99), в составе которого он выиграл 2 чемпионата Югославии и один югославский Кубок. В составе Будучност (1999-01), он выиграл ещё два чемпионата Югославской лиги и один югославский Кубок. Затем подписал контракт с клубом Баскония, где он играл в течение сезона 2001-02, победив в испанской АСВ-лиге и Кубке короля Испании в 2002 году. Затем он перешёл в Валенсию, где он выиграл Еврокубок в 2003 году, и, наконец, в Панатинаикос, где он выиграл 3 чемпионата Греческой лиги и 3 Кубка страны в 2006, 2007, 2008 годах. В сентябре 2008 года он подписал годичный контракт с ПАОК.
Был признан самым ценным игроком в Евролиге 2000-01 сезона. Он был также признан самым ценным игроком Югославскоц лиги в 1998 году

## Международные выступления
Томашевич был игроком югославской и сербской сборной, завоевав 3 первых места на чемпионате Европы 1995, 1997 и 2001 годах. Также завоевал третье место на Евробаскете-1999. Выиграл 2 первых места на чемпионате мира ФИБА, в 1998 и 2002 годах. Выиграл серебряную медаль на Олимпийских играх 1996 года, принимал участие в Олимпийских играх 2000 и 2004 года.